# Ogival

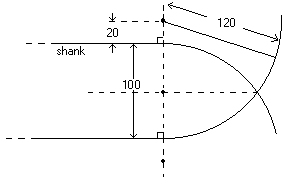

Ogival, spetsbågig, är en geometrisk form, där en cylinder avslutas med en radie som är för stor för att den skall bilda en hemisfär, cylindern i fråga får därför en spets längst ut.
Typiska ogivaler förekommer längst fram på till exempel rymdraketer och projektiler.